# Malische Beachhandball-Nationalmannschaft der Frauen
Die malische Beachhandball-Nationalmannschaft der Frauen repräsentiert den malischen Handballverband als Auswahlmannschaft Malis auf internationaler Ebene bei Länderspielen im Beachhandball.
Eine als Unterbau fungierende Nationalmannschaft der Juniorinnen wurde bislang noch nicht gegründet, als männliches Pendant fungiert die Malische Beachhandball-Nationalmannschaft der Männer.

## Geschichte
Die malische Beachhandball-Nationalmannschaft der Frauen ist aus internationaler Sicht eine vergleichsweise späte Gründung, aus rein afrikanischer Sicht gehört Mali durchaus noch zu den Vorreitern. Es ist die siebte weibliche Nationalmannschaft, die auf dem Kontinent gebildet wurde. Das erste Mal zum Einsatz kam sie im Rahmen der 2023 in Tunesien erstmals auf afrikanischen Boden ausgetragenen, im Vorjahr eingeführten, Global Tour. Neben Niederlagen gegen Tunesien und Kenia gelang gegen Algerien der erste Sieg. Im Spiel um die Bronzemedaille wurde den Algerierinnen jedoch am Finaltag unterlegen, Mali belegte am Ende den vierten und damit letzten Platz. An selber Stelle fanden wenige Wochen später die zweiten African Beach Games 2023 statt, wo als weitere Mannschaft auch Uganda antrat. Sowohl Uganda als auch Algerien konnten bei dem als Liga ausgetragenen Turnier hinter sich gelassen werden und die Beachhandballerinnen Malis gewannen bei ihrem zweiten internationalen Turnier mit Bronze ihre erste Medaille.

## Teilnahmen
| World Games - 2001: nicht eingeladen - 2005: nicht eingeladen - 2009: nicht qualifiziert - 2013: nicht qualifiziert - 2017: nicht qualifiziert - 2022: nicht qualifiziert | World Beach Games - 2019: nicht qualifiziert - 2023: nicht qualifiziert African Beach Games - 2019: nicht teilgenommen - 2023: 3. | Weltmeisterschaften - 2004: nicht qualifiziert - 2006: nicht qualifiziert - 2008: nicht qualifiziert - 2010: nicht qualifiziert - 2012: nicht qualifiziert - 2014: nicht qualifiziert - 2016: nicht qualifiziert - 2018: nicht qualifiziert - 2020: nicht qualifiziert, abgesagt - 2022: nicht qualifiziert | Global Tour - 2022: nicht eingeladen - 2023: 4. |

- GT 2023: Alimata Coulibaly • Hazi Dabou • Haïra Dembele • Bintou Diarra • Fanta Guindo • Sokoloba Keïta • Nandi Keïta • Bintou Yacouba Maïga • Aminata Siby Traore • Astan Traore[3]

- ABG 2023: Kader aktuell nicht bekannt

## Trainer
Cheftrainer/-in
- 2023: Salif Doumbia